# Agnes van Ardenne

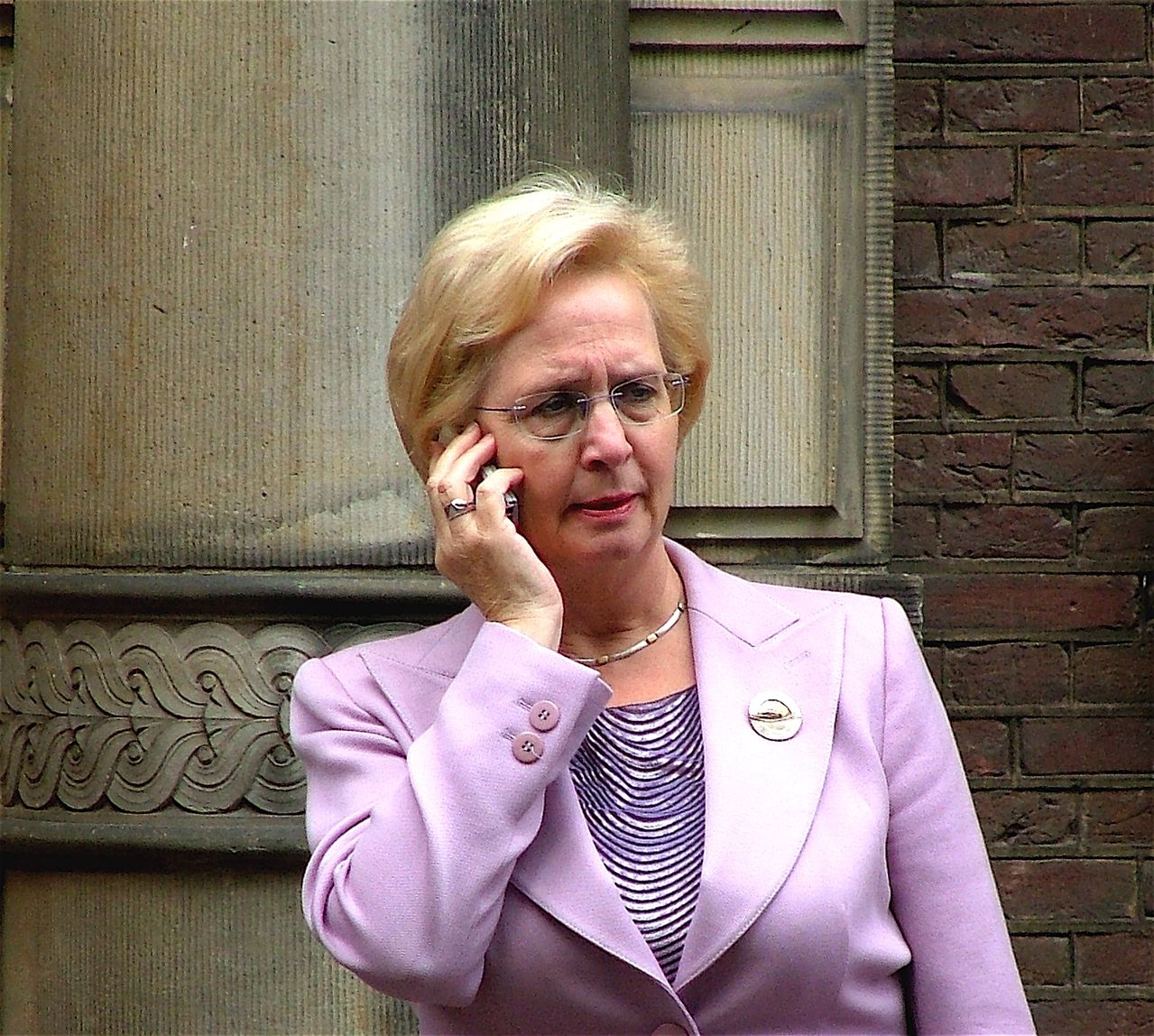
Agnes van Ardenne im September 2006

Anna Maria Agnes Agnes van Ardenne-van der Hoeven (* 21. Januar 1950 in Maasland) ist eine niederländische Politikerin. Sie war die niederländische Ministerin für wirtschaftliche Zusammenarbeit im zweiten und dritten Kabinett von Jan Peter Balkenende.
Von 1988 bis 1994 war van Ardenne für den CDA Mitglied des Gemeinderats von Vlaardingen. Ab 1990 diente sie in der Gemeindeverwaltung als Gemeinderat für Wirtschaftsangelegenheiten. Innerhalb des CDA war van Ardenne zwischen 1986 und 1996 Mitglied der Kommission für auswärtige Angelegenheiten und von 1990 bis 1994 im beratenden Gremium für Friedens- und Sicherheitsfragen.
Von 1994 bis 2002 war van Ardenne Mitglied der Zweiten Kammer des niederländischen Parlaments. Außerdem war sie Mitglied der parlamentarischen Versammlung des Europarates sowie der Nordatlantischen Versammlung der NATO.
Van Ardenne war unter anderem Vizepräsidentin der Entwicklungshilfeorganisation CEBEMO (aufgegangen in CORDAID) und Mitbegründerin des Zentrums für wirtschaftliche Zusammenarbeit in Vlaardingen. Außerdem war sie Vorsitzende der EVP/EUCD-Frauengruppe und Generalsekretärin von UNICEF Niederlande.
Am 22. Juli 2002 wurde van Ardenne-van der Hoeven Staatssekretärin im Ministerium für wirtschaftliche Zusammenarbeit im ersten Kabinett Balkenende. Vom 27. Mai 2003 bis 22. Februar 2007 war sie Ministerin ohne Geschäftsbereich mit Zuständigkeit für den Bereich Wirtschaftliche Zusammenarbeit im zweiten und dritten Kabinett Balkenende.